# Dibrachionostylus kaessneri
Dibrachionostylus kaessneri är en måreväxtart som först beskrevs av Spencer Le Marchant Moore, och fick sitt nu gällande namn av Cornelis Eliza Bertus Bremekamp. Dibrachionostylus kaessneri ingår i släktet Dibrachionostylus och familjen måreväxter. Inga underarter finns listade i Catalogue of Life.